# Hunger (film, 2023)
Pour les articles homonymes, voir Hunger.
Pour plus de détails, voir Fiche technique et Distribution.
Hunger (thaï : คนหิว เกมกระหาย) est un film dramatique thaïlandais de 2023 réalisé par Sitisiri Mongkolsiri et écrit par Kongdej Jaturanrasamee.
Il met en vedette Chutimon Chuengcharoensukying dans le rôle d'Aoy, une cuisinière de rue invitée à rejoindre l'industrie gastronomique sous la tutelle du tristement célèbre chef Paul, joué par Nopachai Jayanama, avec Gunn Svasti dans le rôle de Tone, un sous-chef de soutien. Le film a été annoncé par Netflix en 2022 comme l'une de ses six prochaines productions originales thaïlandaises et est sorti sur la plateforme en avril 2023,. Le film a reçu des critiques majoritairement positives.

## Synopsis
Aoy travaille comme cuisinière principale dans le restaurant de rue de sa famille. Elle est repérée par Tone, le sous-chef junior de Hunger, un restaurant de restauration de haute cuisine dirigé par le célèbre chef Paul. Insatisfaite de la direction que sa vie a prise après le lycée, Aoy accepte l'invitation et passe les auditions aux côtés d'un diplômé d'une école culinaire. Paul demande aux candidats de cuisiner du riz frit et engage Aoy pour avoir fait preuve de plus de talent lors de la préparation de son plat.
En préparation d'une fête d'anniversaire privée organisée par un général à la retraite, Paul demande à Aoy de trancher et de faire frire le bœuf wagyu selon des spécifications rigoureuses. Après de nombreuses tentatives infructueuses, elle sort frustrée, mais revient et s'entraîne à frire la viande toute la nuit jusqu'à ce que Paul approuve enfin. Lors de la fête, Aoy fait frire la viande avec succès devant les invités, parmi lesquels l'entrepreneur Tos, un rival commercial de Paul. Alors qu'Aoy continue de travailler avec l'implacable Paul, elle est confrontée aux limites de ses compétences existantes et étudie davantage les techniques de cuisine de Tone.
Tue, le spécialiste des soupes de Hunger, est licencié pour avoir volé des ingrédients, obligeant le sous-chef Dang à prendre le relais pour le prochain client de Hunger, une famille de trois personnes. Lorsque Paul essaie la soupe, il la jette et la refait en utilisant des ingrédients bon marché, expliquant plus tard qu'il avait goûté des crevettes dans la soupe originale même s'il avait prévenu ses chefs que la jeune fille du client était allergique aux crustacés. Paul en déduit que Dang a saboté la soupe en raison de sa jalousie envers les jeunes chefs de Hunger qui le surpassaient, et Dang poignarde Paul avec un couteau et s'en va en trombe. Aoy rend visite à Paul hospitalisé, qui explique pourquoi il est devenu chef. Il était le fils d'une servante d'une famille extravagante et sa mère fut contrainte de rembourser un pot de caviar qu'il avait cassé. L'incident a fait comprendre à Paul que les riches considéraient la nourriture comme un symbole de statut social, et il a décidé de devenir un chef d'une telle renommée que les riches se dévaloriseraient pour qu'il cuisine pour eux. Aoy est bouleversée par le fait que son père souffre d'un problème de santé et apprend que le dernier client de Hunger était un directeur du bâtiment endetté qui a tué sa femme, sa fille et lui-même après avoir mangé leur repas.
Aoy et Tone quittent Hunger après que le groupe ait été embauché par un fonctionnaire du gouvernement pour cuisiner un grand calao braconné dans un parc national. Aoy est embauché comme chef du nouveau restaurant de Tos, Flame, et devient célèbre, tandis que le propre restaurant de Tone est en difficulté. Une célébrité engage Aoy et Paul pour cuisiner pour sa fête d'anniversaire, qui se transforme en une compétition impromptue alors que les deux chefs se disputent l'adulation des invités. En fin de compte, Paul gagne en servant des bols d'eau chaude, et il explique à Aoy qu'il a gagné non pas parce que sa nourriture était supérieure à la sienne, mais parce que sa réputation a incité les invités à désirer davantage tout ce qu'il sert. Cependant, un enregistrement vidéo de Paul cuisinant le calao est divulgué par Tone et Paul est arrêté. Tos révèle que lui et Tone avaient conspiré pour détruire Paul et élever Aoy ; de plus, la célèbre cliente a d'abord choisi Paul pour sa fête et n'a embauché Aoy qu'en raison du lobbying de Tos. Désillusionnée, Aoy quitte Flame. Elle est accueillie chez elle par sa famille et reprend la cuisine dans leur restaurant.

## Fiche technique
- Titre original anglais : Hunger
- Titre thaïlandais : คนหิว เกมกระหาย
- Réalisation : Sitisiri Mongkolsiri
- Scénario : Kongdej Jaturanrasamee
- Photographie :
- Montage : Manussa Vorasingha, Abhisit Wongwaitrakarn
- Musique :
- Production :
- Sociétés de production :
- Pays de production : Thaïlande
- Langue originale : thaï
- Format : couleur
- Genre : Drame
- Durée : 146 minutes
- Dates de sortie[4] :
  - Netflix : 6 avril 2023 (internet)

## Distribution
- Nopachai Chaiyanam : le chef Paul
- Chutimon Chuengcharoensukying : Aoy
- Alex Gravenstein : Tone (voix)
- Chimwemwe Miller : Paul (voix)
- Gunn Svasti Na Ayudhya (th) : Tone
- Majid Sajadi : dégustateur de nourriture
- Bhumibhat Thavornsiri : Au
- Kenneth Won : invité à la fête
- Varit Leesavan : Tos
- Emilio Ferreira : Au (voix)
- Himawari Tajiri : [fillette]
- Eisaya Hosuwan (th) : jeune Pop Star

## Réception
Le film a reçu des critiques majoritairement positives, avec une note de 87 % sur l'agrégateur de critiques Rotten Tomatoes. Le critique de Bangkok Post, Tatat Bunnag, a critiqué le scénario et les dialogues, mais a conclu que « malgré tous les défauts, Hunger vaut toujours la peine d'être regardé, en particulier pour ceux qui aiment les drames intenses et les décors exotiques ».